# Lacerta bilineata
Lacerta bilineata este o specie de șopârle din genul Lacerta, familia Lacertidae, ordinul Squamata, descrisă de Daudin în anul 1802. A fost clasificată de IUCN ca specie cu risc scăzut.

## Subspecii
Această specie cuprinde următoarele subspecii:
- L. b. bilineata
- L. b. chloronota
- L. b. chlorosecunda
- L. b. indet
- L. b. fejervaryi

## Galerie

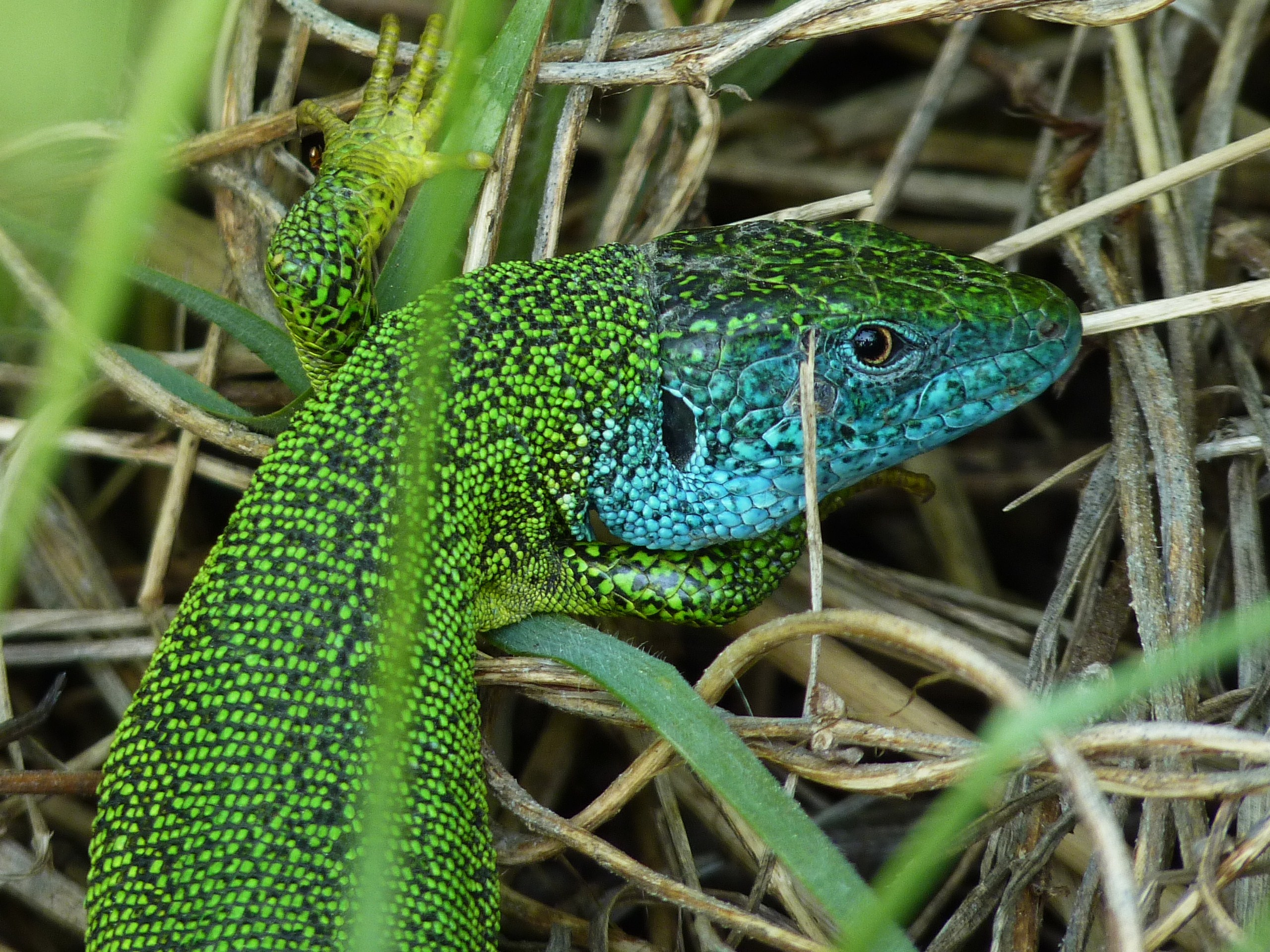
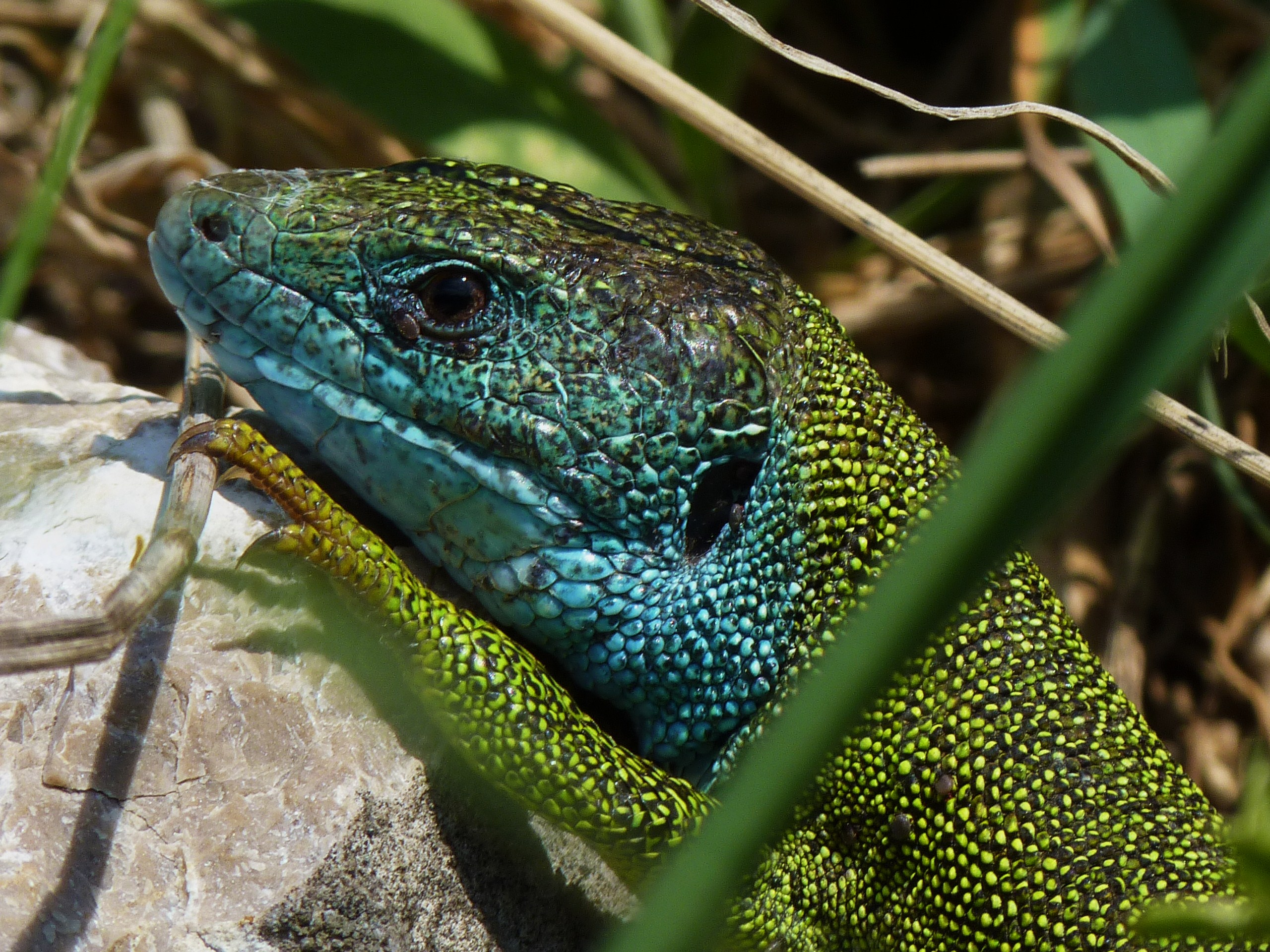
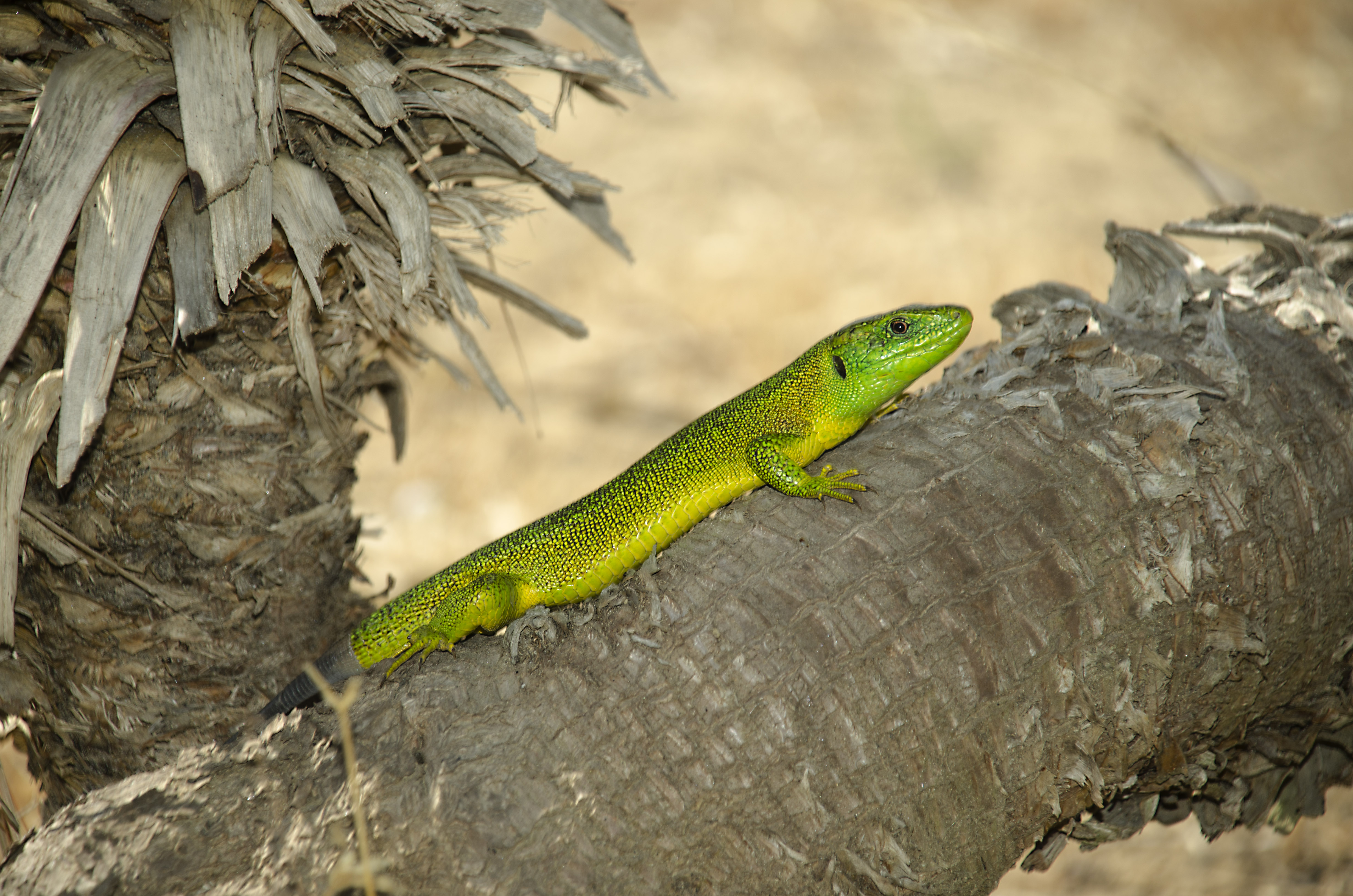
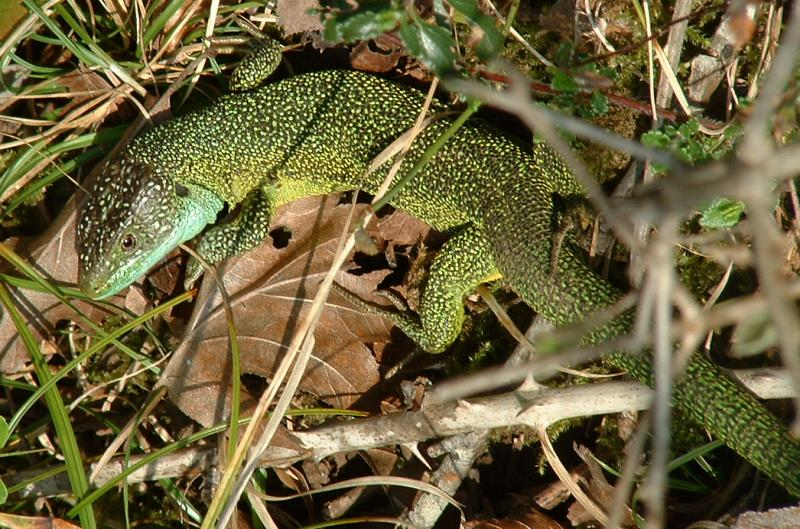
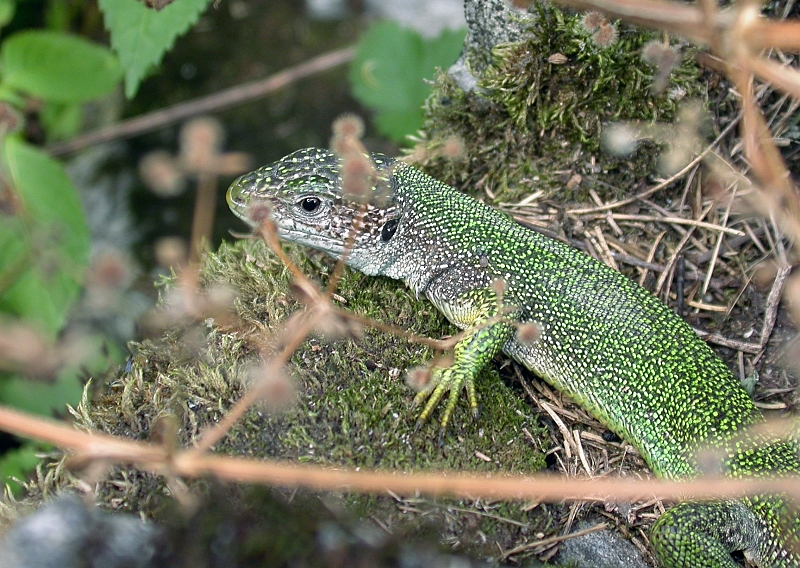